# Церковь Марии Сионской в Аксуме
Церковь Марии Сионской (амхар. ርዕሰ አድባራት ቅድስተ ቅዱሳን ድንግል ማሪያም ፅዮን Re-ese Adbarat Kidiste Kidusan Dingel Maryam Ts’iyon) — церковь в городе Аксум, регион Тыграй, Эфиопия. Хранилище главной святыни Эфиопской православной церкви — ковчега завета, центр паломничества эфиопских христиан.
Первая церковь на этом месте была, по преданию, построена на руинах языческих храмов ещё в 372 году, во времена правления Эзаны, первого христианского правителя Аксумского царства, которое со столицей в Аксуме располагалось на территории современной Эфиопии. Считается, что эта церковь является самым старым действующим христианским храмом в Африке. Церковь Марии Сионской изначально возводилась как место хранения легендарной реликвии — ковчега завета, поэтому она была построена величественной и богато украшенной. В начале XVI века португальский путешественник Франсишку Альвареш так описывал этот храм: 

«Это очень большое здание. Внутри оно имеет пять широких величественных нефов, над которыми простираются высокие своды. Стены украшены росписями и иконами, так же, как и в наших церквях… Вокруг церкви расположен широкий двор, выложенный каменными плитами, подобными могильным камням, и могучая ограда, подобная стене большого города или замка».
В 1535 году церковь была разрушена мусульманами под руководством эмира Ахмеда Граня. В 1635 году, при императоре Фасиледэсе, храм был восстановлен и существенно расширен, приобретя современный вид. Церковь Марии Сионской была традиционным местом коронации эфиопских императоров. В 1955 году последний император Эфиопии Хайле Селассие в честь 50-летия своего правления начал строить рядом со старой церковью новую, с большим куполом и колокольней. Строительство было окончено в 1964 году, одним из первых посетителей новой церкви стала английская королева Елизавета II. Новая церковь открыта для всех, тогда как в старую допускаются только мужчины.
Старая церковь Марии Сионской сложена из серого камня. Камни небольшого размера, в качестве раствора использована глина, смешанная с резаной соломой. Квадратный в плане, храм с его зубчатыми стенами напоминает крепость. Он увенчан позолоченным куполом, к дверям ведёт широкая каменная лестница, на окнах — деревянные решётки. Перед храмом можно видеть традиционное место коронации эфиопских императоров, представляющее собой несколько гранитных камней, по форме напоминающих неглубокие кресла. У ворот храма установлена медная пушка.
Внутри церковь расписана яркими фресками. Своды храма опираются на четыре массивных столба, на которых висят картины на сюжеты из Священного Писания. В центре зала висит бронзовая люстра. Алтарь обычно закрыт разноцветным покрывалом.
Новая церковь Марии Сионской, под огромным куполом, построена в неовизантийском стиле. Она украшена росписью, на фронтоне церкви изображена Святая Троица, Двенадцать Апостолов и Двенадцать колен Израилевых.
Главная святыня храма — ларец, называемый Ковчегом завета, — хранится ныне в специальной часовне, построенной в 1965 году в десяти метрах от северо-восточного угла старой церкви. По преданию, в ларце находились золотой сосуд с манной небесной, жезл Аарона, две из десяти скрижалей с заповедями Ветхого завета, полученные Моисеем на горе Синай. В прошлые века Ковчег, накрытый покрывалом зелёного и красного бархата, на большие церковные праздники во главе процессии покидал храм. Теперь же на всенародное обозрение выставляется лишь копия Ковчега. Подлинная реликвия находится в сокровищнице и никто, даже патриарх эфиопской церкви, не вправе смотреть на него. Только один монах — хранитель реликвии — может увидеть Ковчег, но обычай запрещает ему разговаривать с посторонними и покидать пределы храма. Должность эта пожизненная, при жизни хранитель Ковчега сам называет своего преемника.
Помимо Ковчега Завета, в часовне находятся короны эфиопских императоров, в том числе корона императора Фасиледэса, построившего храм.

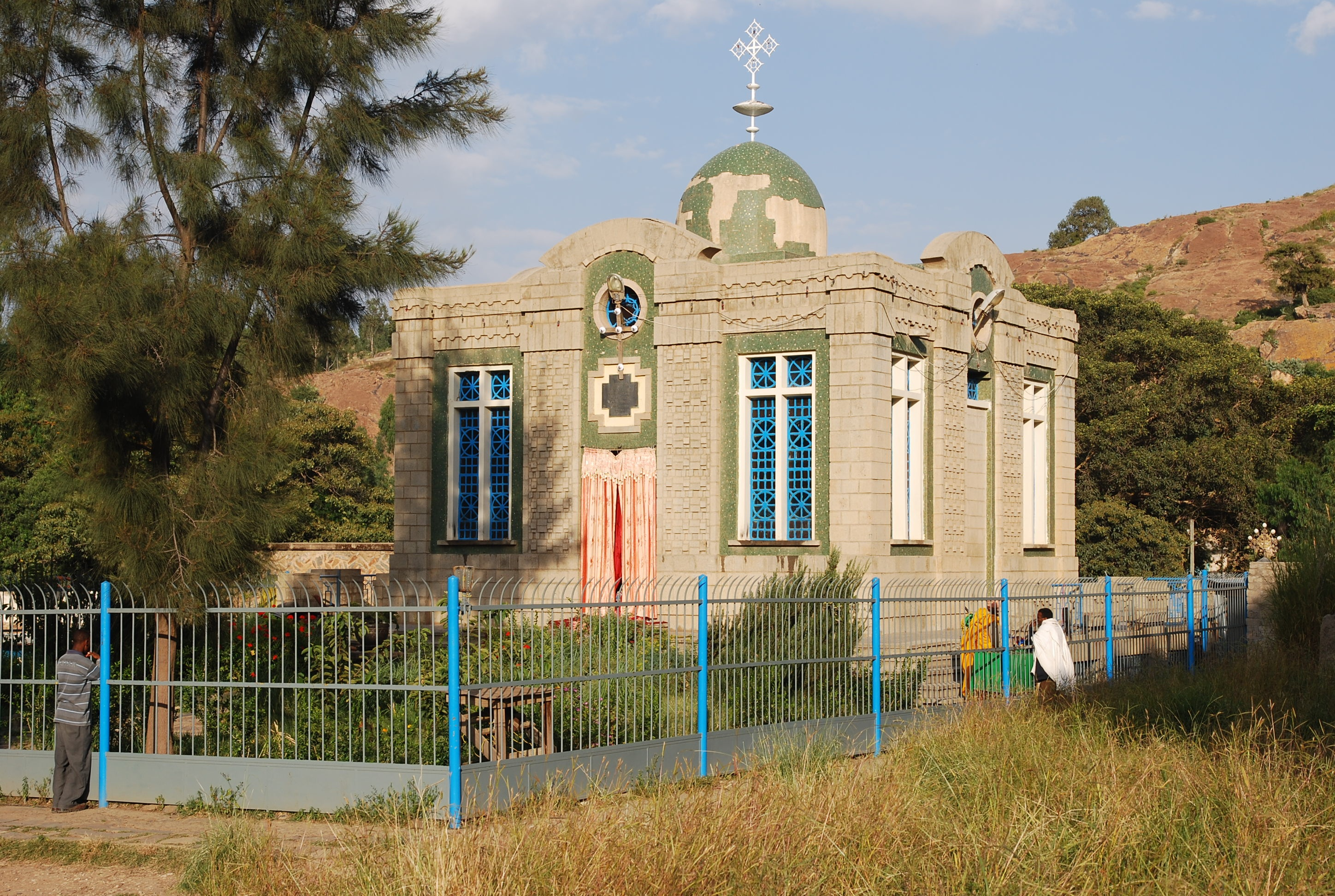
Часовня Ковчега
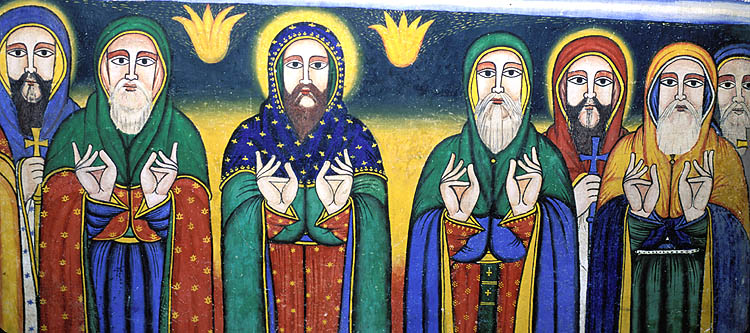
9 святых (не все на фото) Эфиопской православной церкви, изображенные на фреске
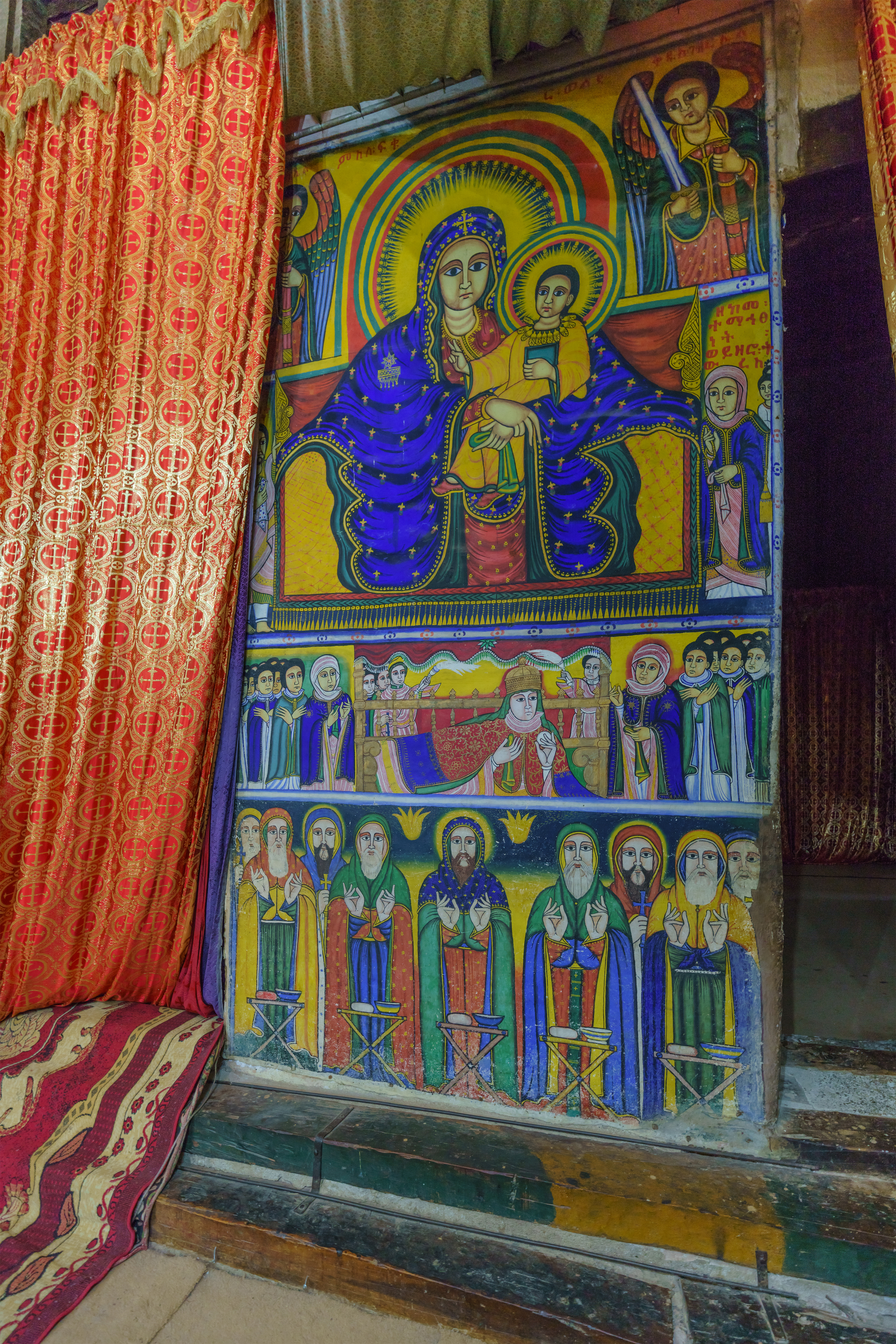
Фреска белой Мадонны и Иисуса
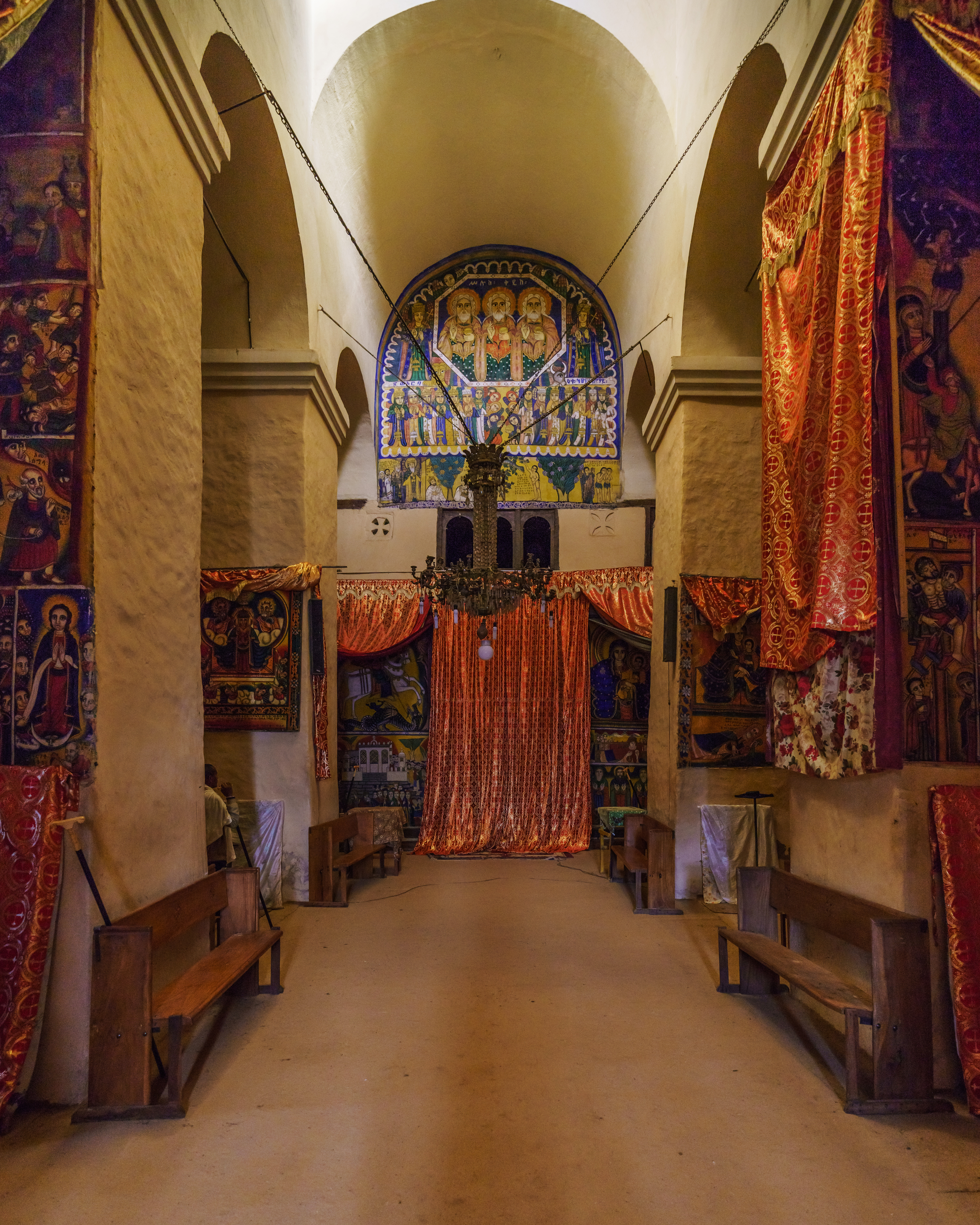
Общий вид интерьера старой церкви
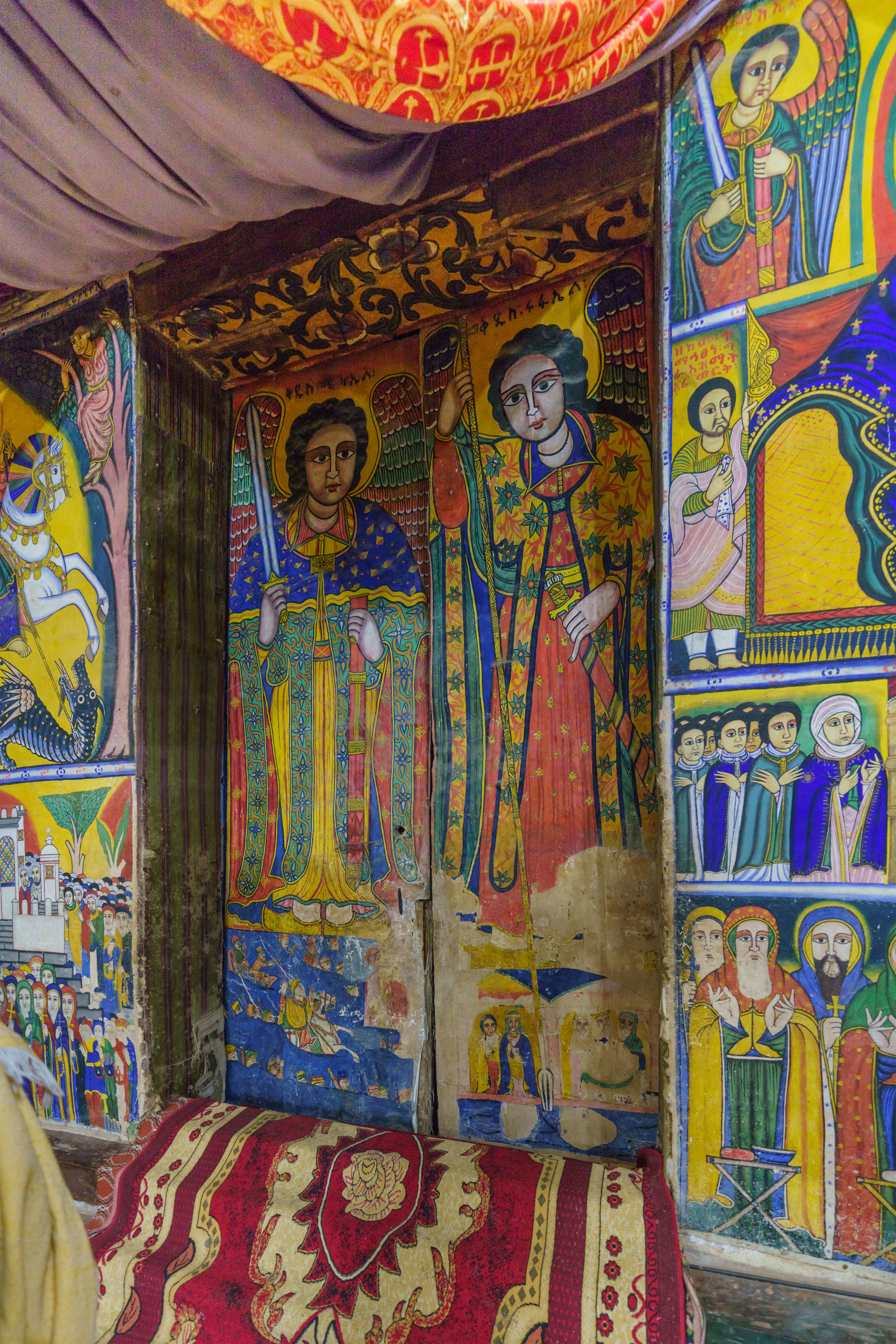
Алтарь старой церкви
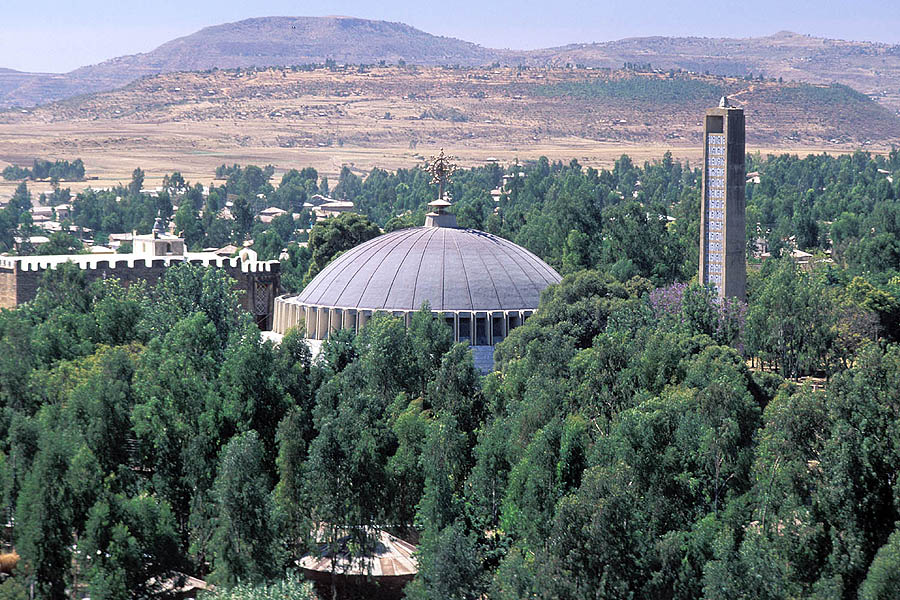
Новая церковь